# Ontiñena
Ontiñena (aragónul Ontinyena) település Spanyolországban, Huesca tartományban. Ontiñena Ballobar, Alcolea de Cinca, Candasnos, Peñalba, Valfarta, Villanueva de Sigena és Chalamera községekkel határos. Lakosainak száma 513 fő (2024).

## Népesség
A település népessége az utóbbi években az alábbiak szerint változott:
| Lakosok száma | 646  | 623  | 608  | 602  | 597  | 570  | 560  | 518  | 500  | 513  |
|               | 2001 | 2004 | 2006 | 2009 | 2011 | 2014 | 2016 | 2019 | 2021 | 2024 |